# Paralimnophila
Paralimnophila is een muggengeslacht uit de familie van de steltmuggen (Limoniidae).

## Soorten

### OndergeslachtPapuaphila
- P. (Papuaphila) angusticincta Alexander, 1960
- P. (Papuaphila) apicalis (de Meijere, 1913)
- P. (Papuaphila) contingens (Walker, 1865)
- P. (Papuaphila) decorata Alexander, 1960
- P. (Papuaphila) delecta Alexander, 1962
- P. (Papuaphila) euchroma (Walker, 1861)
- P. (Papuaphila) euryphaea (Alexander, 1947)
- P. (Papuaphila) fuscoabdominalis (Alexander, 1947)
- P. (Papuaphila) holoxantha Alexander, 1962
- P. (Papuaphila) perdiffusa Alexander, 1962
- P. (Papuaphila) selectissima (Walker, 1864)
- P. (Papuaphila) sponsa Alexander, 1960
- P. (Papuaphila) terminalis (Walker, 1861)
- P. (Papuaphila) toxopeana Alexander, 1960

### OndergeslachtParalimnophila
- P. (Paralimnophila) albofasciata (Alexander, 1934)
- P. (Paralimnophila) alice Theischinger, 1996
- P. (Paralimnophila) artursiana Theischinger, 1996
- P. (Paralimnophila) aurantiipennis (Alexander, 1923)
- P. (Paralimnophila) aurantionigra Alexander, 1978
- P. (Paralimnophila) barockee Theischinger, 1996
- P. (Paralimnophila) barringtonia (Alexander, 1928)
- P. (Paralimnophila) bicincta (Alexander, 1928)
- P. (Paralimnophila) bingelima Theischinger, 1996
- P. (Paralimnophila) boobootella Theischinger, 1996
- P. (Paralimnophila) caledonica (Alexander, 1948)
- P. (Paralimnophila) conspersa (Enderlein, 1912)
- P. (Paralimnophila) cooloola Theischinger, 1996
- P. (Paralimnophila) christine Theischinger, 1996
- P. (Paralimnophila) danbulla Theischinger, 1996
- P. (Paralimnophila) decincta (Alexander, 1928)
- P. (Paralimnophila) diffusior Alexander, 1968
- P. (Paralimnophila) dobrotworskyi Theischinger, 1996
- P. (Paralimnophila) emarginata Alexander, 1981
- P. (Paralimnophila) eucrypta (Alexander, 1931)
- P. (Paralimnophila) eungella Theischinger, 1996
- P. (Paralimnophila) flammeola Alexander, 1924
- P. (Paralimnophila) flavipes (Alexander, 1922)
- P. (Paralimnophila) fraudulenta Alexander, 1924
- P. (Paralimnophila) fuscodorsata (Alexander, 1928)
- P. (Paralimnophila) gingera Theischinger, 1996
- P. (Paralimnophila) gracilirama (Alexander, 1937)
- P. (Paralimnophila) grampiana Theischinger, 1996
- P. (Paralimnophila) guttulicosta (Alexander, 1934)
- P. (Paralimnophila) harrisoni (Alexander, 1928)
- P. (Paralimnophila) hybrida Theischinger, 1996
- P. (Paralimnophila) incompta (Alexander, 1928)
- P. (Paralimnophila) indecora (Alexander, 1922)
- P. (Paralimnophila) infestiva (Alexander, 1929)
- P. (Paralimnophila) irrorata (Philippi, 1866)
- P. (Paralimnophila) isolata (Alexander, 1947)
- P. (Paralimnophila) kosciuskana (Alexander, 1929)
- P. (Paralimnophila) leucophaeata (Skuse, 1890)

- P. (Paralimnophila) macquarie Theischinger, 1996
- P. (Paralimnophila) maxwelliana Theischinger, 1996
- P. (Paralimnophila) minuscula (Alexander, 1922)
- P. (Paralimnophila) mossmanensis Theischinger, 1996
- P. (Paralimnophila) murdunna Theischinger, 1996
- P. (Paralimnophila) mystica (Alexander, 1928)
- P. (Paralimnophila) neboissi Theischinger, 1996
- P. (Paralimnophila) neocaledonica (Alexander, 1945)
- P. (Paralimnophila) nigritarsis Alexander, 1969
- P. (Paralimnophila) pachyspila (Alexander, 1928)
- P. (Paralimnophila) pallidicornis (Alexander, 1930)
- P. (Paralimnophila) pallitarsis (Alexander, 1929)
- P. (Paralimnophila) pectinella (Alexander, 1937)
- P. (Paralimnophila) perirrorata (Alexander, 1928)
- P. (Paralimnophila) perreducta (Alexander, 1939)
- P. (Paralimnophila) pewingi Theischinger, 1996
- P. (Paralimnophila) pirioni (Alexander, 1928)
- P. (Paralimnophila) praesignis (Alexander, 1930)
- P. (Paralimnophila) puella Alexander, 1924
- P. (Paralimnophila) punctipennis (Westwood, 1836)
- P. (Paralimnophila) rara (Alexander, 1929)
- P. (Paralimnophila) remingtoni (Alexander, 1948)
- P. (Paralimnophila) remulsa (Alexander, 1928)
- P. (Paralimnophila) rieki Theischinger, 1996
- P. (Paralimnophila) serraticornis (Alexander, 1923)
- P. (Paralimnophila) setulicornis (Alexander, 1928)
- P. (Paralimnophila) shewani (Alexander, 1929)
- P. (Paralimnophila) signifera (Alexander, 1931)
- P. (Paralimnophila) skusei (Hutton, 1902)
- P. (Paralimnophila) stolida (Alexander, 1930)
- P. (Paralimnophila) stradbrokensis Alexander, 1978
- P. (Paralimnophila) stygipes (Alexander, 1929)
- P. (Paralimnophila) styligera (Alexander, 1930)
- P. (Paralimnophila) subfuscata (Alexander, 1921)
- P. (Paralimnophila) tarra Theischinger, 1996
- P. (Paralimnophila) terania Theischinger, 1996
- P. (Paralimnophila) tortilis Alexander, 1968
- P. (Paralimnophila) unicincta (Alexander, 1928)
- P. (Paralimnophila) victoria (Alexander, 1922)
- P. (Paralimnophila) wataganensis Theischinger, 1996
- P. (Paralimnophila) wilsoniana (Alexander, 1943)
- P. (Paralimnophila) winta Theischinger, 1996